# 翟紹唐
翟紹唐，SBS，SC，JP （1965年—），香港資深大律師，擔任多項公職，被傳媒譽為「政府御用大狀」。

## 背景
翟紹唐祖籍廣東省東莞市，父親翟仕堯是一名書法藝術家，母親是一名教師。翟紹唐於長洲長大，1977年畢業於長洲國民學校，後來分於於1982年和1984年畢業於拔萃男書院中五及中七年級（1977年至1984年）。在校時是拯溺隊後備隊員。他在中七畢業後，由於留意到較少人修讀法律系，於是決定到英國升學。結果於1987年在英國倫敦經濟政治學院獲得法學學士學位，1988年在英格蘭及威爾斯（格雷律師學院）獲認許為大律師，1989年在英國牛津大學獲得民事法學士學位，並在香港獲得大律師資格。
1989年，翟紹唐回港發展事業。其不留英發展的原因出於不想成為二等公民，而且沒有家庭負擔，所以回到香港生活。本來李國能願意收他為徒，但礙於李氏獲委任為御用大律師，而當年御用大律師不能收徒弟，最終令翟紹唐轉而拜李义、林孟達、馬道立以及袁家寧為師。滿師後隨即加入天博大律師事務所（Temple Chambers）執業。翟紹唐及後於1997年獲委任為區域法院暫委法官，2002年聽從黃仁龍建議申請任資深大律師，且獲委任，繼而於2004年獲委任為香港高等法院原訟法庭暫委法官，2006年起出任高等法院原訟法庭特委法官。2009年監警會成立，他獲黃仁龍推薦，於2008年6月至2014年5月間出任主席。2011年2月11日，時任勞工及福利局局長張建宗原來屬意鄭若驊出任最低工資委員會主席。惟鄭氏推卻邀請，如是由翟紹唐獲委任為該委員會主席。往後亦出任非應邀電子訊息（執行通知）上訴委員會副主席。此前他曾於2006年至2014年間獲委任為高等法院原訟法庭特委法官，並曾任暴力及執法傷亡賠償委員會主席、「沙士」信託基金覆檢委員會主席、行政上訴委員會副主席及稅務上訴委員會副主席。
除此之外，翟紹唐亦是證監會紀律研訊主席委員會委員及香港小交響樂團監察委員會副主席。

## 家庭生活
翟紹唐已婚，婚後與妻子育有兒女。